# Петерсоне, Карина
Карина Петерсоне (Kārina Pētersone) — латвийский политический деятель, министр культуры (1998—2002) и министр особых задач по делам социальной интеграции (апрель-ноябрь 2006), депутат 7-го и 9-го Сеймов.
Родилась 19 сентября 1954 года в Риге, дочь театрального режиссёра и драматурга Петераса Петерсонаса.
Окончила Рижскую 50-ю среднюю школу (1972) и кафедру английской филологии факультета иностранных языков Латвийского государственного университета (1978).
С 1978 по 1982 год преподаватель кафедры иностранных языков Рижского политехнического института. С 1982 по 1991 год — старший преподаватель кафедры английской филологии Латвийского государственного университета. В 1989 году окончила аспирантуру.
С 1991 по 1997 год помощница Анатолия Горбунова, который в этот период последовательно занимал должности Председателя Верховного Совета Латвийской Республики, председателя V Сейма, депутата VI Сейма, председателя Комиссии по европейским делам, министра охраны окружающей среды и регионального развития.
В 1997 году вступила в партию «Latvijas Ceļš» и по её списку был избран в Рижскую Думу, где возглавляла комитет по культуре, искусству и религии. В 1998 году избрана депутатом 7-го Сейма. С 1998 по 2002 год министр культуры в правительствах Вилиса Криштопанса, Андриса Шкеле и Андриса Берзиньша.
В 2002 году баллотировалась на выборах в 8-й Сейм, но не была избрана. Также не набрала достаточного количества голосов избирателей на выборах в Европарламент 2004 года и выборах в Рижскую Думу 2005 года.
С 2003 по 2006 год директор Общества поддержки Латвийской национальной библиотеки. С 2004 по 2006 год член правления Parex Bank. В 2006 году, после отставки Айнарса Латковскиса, с 8 апреля по 7 ноября министр особых задач по социальной интеграции в правительстве Айгарса Калвитиа как представитель Латвийской Первой партии (ЛПП), партнёра «Latvijas Ceļa».
На состоявшихся в 2006 году выборах в 9-й Сейм избрана от ЛПП и объединения «Latvijas Ceļa» и до 2010 года была депутатом, заместителем председателя фракции, секретарём Комиссии по бюджету и финансам (налогам), членом Комиссии по европейским делам. В 2009 году выдвигалась кандидатом на должность спикера Сейма, но проиграла Солвите Аболтине.
Баллотировалась на выборах в Европейский парламент 2009 года, но не была избрана. В 2010 году безуспешно баллотировался на выборах в 10-й Сейм от списка объединения «Во благо Латвии».
С 2010 по 2015 год директор Института Латвии.
В 2015—2017 гг. генеральный секретарь Сейма (административная должность, в компетенцию которой входят канцелярия, отдел кадров, протокольный отдел, отдел информации и работа с парламентскими комиссиями).
С октября 2017 года директор Общества поддержки Латвийской национальной библиотеки.
Автор переводов с английского языка:
- 2013: Lorija Holsa Andersone «Runāt» (Zvaigzne ABC).
- 2014: Helēna Grānta «Spēle ar nāvi» (Zvaigzne ABC).
- 2015: Kerolaina Meisa «Arhetipi» (Zvaigzne ABC).
- 2016: Opra Vinfrija «Ko es skaidri zinu» (Zvaigzne ABC).
- 2019: Mišela Obama «Izaugt» (Zvaigzne ABC).

Муж — переводчик и драматург Раймонд Аушкапа. Трое детей.